# Korrelganzenvoet
De korrelganzenvoet (Lipandra polysperma, basioniem: Chenopodium polyspermum) of blauwe melde is een eenjarige plant uit de amarantenfamilie (Amaranthaceae). De soort komt van nature voor in Europa en de gematigde gebieden van West-Azië. Vandaaruit is de soort verspreid naar Noord-Amerika en Zuid-Afrika.
De plant wordt 10-80 cm hoog en heeft een vaak roodaangelopen, vierkante,  liggende tot meestal rechtopstaande, aan de voet vaak sterk vertakte stengel. De groene, elliptische, van boven doffe bladeren hebben een gave bladrand met een smalle, scherp afgetekende roodpaarse rand. De onderste bladeren staan tegenover elkaar en de bovenste staan verspreid.
De overwegend vijftallige, groene tot roodachtige bloemen van de korrelganzenvoet zitten in bloemkluwens, die in ijle aren zitten. De aren vormen op hun beurt bebladerde pluimen. De bloeiwijze en bloemdekbladen zijn kaal. De bloeitijd is van juli tot in september.
De vrucht is een eenzadig nootje. De bloemdekbladen zijn afstaand. Het 1 mm brede, horizontale zaad is in het begin rood, maar wordt later zwart. Het zaad is zichtbaar doordat de bloemdekbladen het zaad niet geheel omsluiten.
De korrelganzenvoet komt voor op natte tot vochtige, zeer voedselrijke, vaak zandige grond op akkerland, in moestuinen en bermen en op drooggevallen zandgrond.